# Unión Deportiva Ibiza-Eivissa
La Unión Deportiva Ibiza-Eivissa fue un equipo de fútbol de la ciudad de Ibiza (Baleares) España.

## Historia

### Sociedad Deportiva Ibiza
El equipo nace el 28 de agosto de 1950 como Ibiza Club de Futbol, uniformado con camisa amarilla y pantalón azul. El 28 de agosto de 1956 incorpora a los futbolistas de los equipos C.D. Unión, Rondalla C.F., Peña Deportiva de Santa Eulália y C.D. Portmany y cambia de nombre a Sociedad Deportiva Ibicenca, y, posteriormente, el 25 de octubre, a Sociedad Deportiva Ibiza, con uniforme rojo (camiseta) y blanco (pantalón), jugando en la Primera Regional Balear. Pocos años después, en 1960, logran ascender a Tercera División donde permanecerán hasta la creación de la Segunda B en 1977-78, cuando pasan a la nueva categoría. En aquel equipo destacaron jugadores como Arabí o Azpilicueta, que recalaron posteriormente en las filas del Español, en Primera División. El equipo se mantendría en Segunda B durante seis temporadas.
En 1983-84 el equipo consuma su descenso a Tercera, el primero en la historia del club, y permaneció cinco campañas. Regresaría a Segunda B en 1989 tras quedar subcampeón y por la renuncia del CD Cala Millor a su plaza en categoría bronce. Sin embargo, solo permanecería una temporada. Con el estreno en 1991-92 del nuevo estadio Can Misses y las nuevas instalaciones deportivas el club volvería a ascender, pero el equipo comienza a acusar deudas y encadena una serie de malos resultados. En 1992 es descendido administrativamente a Tercera y en 1994 desciende a Primera Regional, sin poder hacer nada debido a la mala situación económica de la entidad.

### Unión Deportiva Ibiza-Eivissa

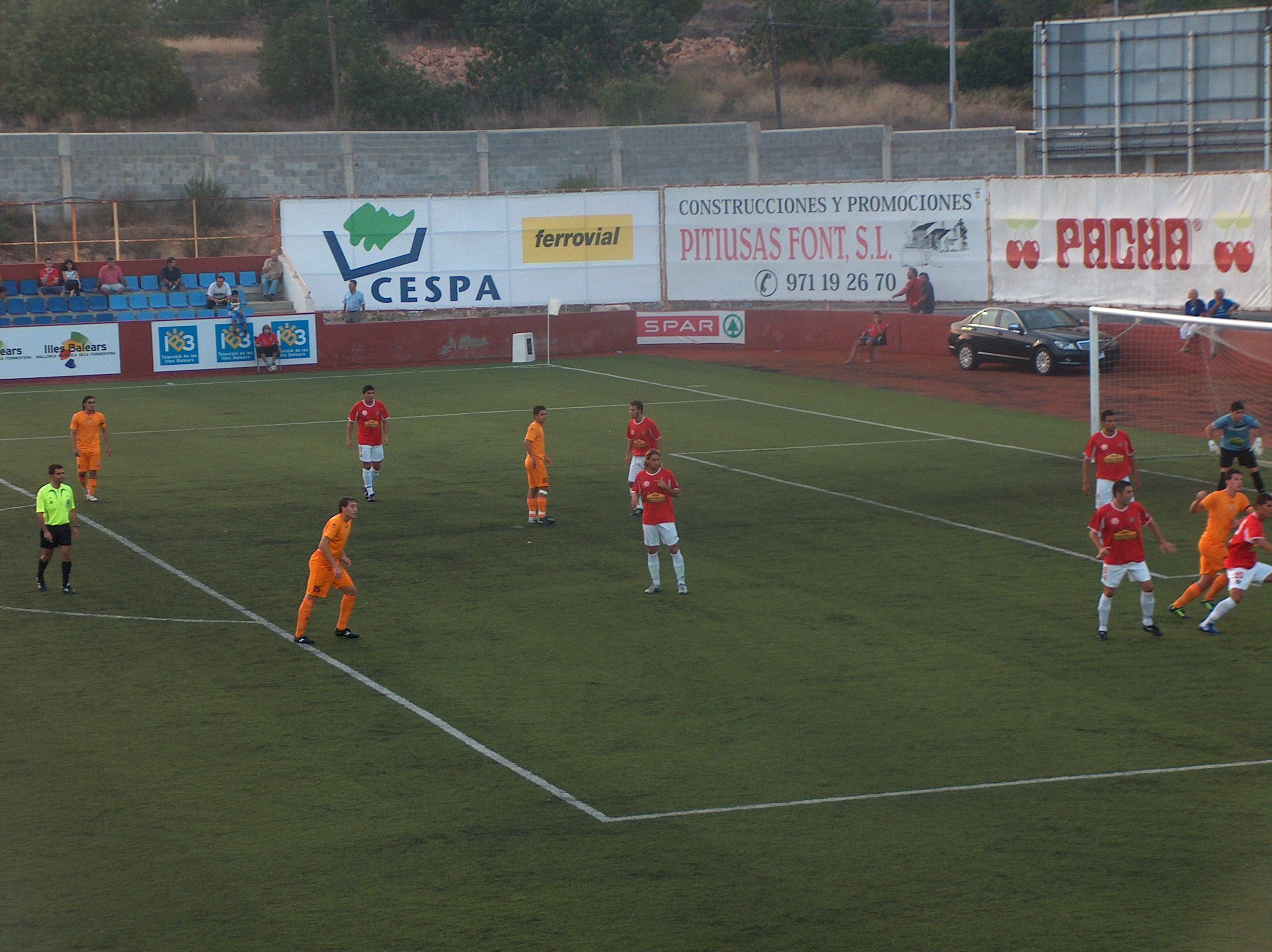
Partido de la UD Ibiza-Eivissa frente al Alicante CF.

En 1997 la SD Ibiza se da de baja en la Federación Balear y desaparece, pasando parte de sus directivos y afición a la Unión Deportiva Ibiza, que había sido fundada el 25 de junio de 1995, y que cambia de denominación a Club Esportiu Eivissa. En 2001 el club cambia su nombre nuevamente a Sa Deportiva Eivissa. Tras unas temporadas en las que el club logra malas posiciones en Tercera, su evolución cambia a partir de 2002 cuando comienza a alcanzar los puestos altos de la tabla. Finalmente, asciende a Segunda División B en la temporada 2006-07 tras quedar primero de grupo y vencer al Real Sporting de Gijón "B" y al Andorra CF en los playoff por el ascenso. Con motivo del ascenso el club cambia de nuevo su nombre al de Societat Esportiva Eivissa-Ibiza, y ficha para la ocasión a jugadores veteranos como Ibon Begoña, ex del Alavés, Nacho Jara, o el internacional Javi Moreno en la temporada 2008-09. En 2009 cambia otra vez de denominación a Unión Deportiva Ibiza-Eivissa. 
El 7 de junio de 2010 mediante Asamblea Extraordinaria a la que acuden dos de los cinco socios en activo del club, Andoni Valencia e Ibon Begoña, conforme al artículo 68 punto A de los Estatutos se aprueba la disolución del club.

## Estadio
El Ibiza-Eivissa jugaba sus partidos en el Estadio Can Misses, con capacidad para 10 000 espectadores. Actualmente, el campo no cuenta con todo el aforo, estando reducido a 4500 espectadores, constando de una grada de capacidad para 4000 espectadores y una tribuna principal de 500 espectadores.
Es de césped artificial, cuenta con una gradería cubierta y otra zona de grada (antigua) descubierta y con reposaespaldas.
El campo fue inaugurado en 1991.

## Datos del club

### Histórico deportivo
- Temporadas en 1.ª: 0
- Temporadas en 2.ª: 0
- Temporadas en 2ªB: 8
- Temporadas en 3.ª: 34
- Temporadas en Regional Preferente: 5

## Palmarés

### Torneos nacionales
- Tercera División de España (3): 1978, 1992 y 2007

### Torneos amistosos
- Trofeo Islas Baleares (1)
- Trofeo Nicolás Brondo (3): 1969, 1973, 1978